# ヤマヒタチオビ
ヤマヒタチオビ（Euglandina rosea）は、軟体動物門腹足綱有肺目ヤマヒタチオビ科に属する陸生の巻貝で、肉食性のカタツムリの一種である。ネジレガイ科 Streptaxidae または Oleacinidae 科にいれる説もある。

## 生態
原産地はアメリカ合衆国のフロリダ州サラソータ・シエスタキー。殻の大きさは55 - 65ミリメートルほど。他の陸生貝に比べて動きが速く、陸生貝を襲う肉食性。
名前の由来は陸や山に住むことと、殻の形状が海産種のヒタチオビガイに少し似た細身であるために、この名が付いたが、巻貝であるという以外に類縁関係は遠い。

## 移入問題
世界中に移入され、世界の侵略的外来種ワースト100に入る程の外来種となっているアフリカマイマイの駆除の為に、世界中に持ち込まれている。しかし移入先の離島などには天敵に対して全く無防備の固有種カタツムリが多数存在しており、本種はアフリカマイマイよりずっと捕食しやすいそれらの固有種を狙ったので、本来の目的では芳しい成果が挙がらなかった一方、各島における陸産巻貝固有種は危機的なまでにその数を減らし、ハワイ諸島やタヒチにおいてはかなりの数の海洋島固有種が絶滅してしまった。そういった経緯から本種もアフリカマイマイと同様に世界の侵略的外来種ワースト100へのリスト入りを果たしている。
日本でも、アフリカマイマイによって島の農作物や生態系に大被害を受けていた小笠原諸島の父島や母島に移入されたが、同様に厄介な被害を与えてしまう有害動物となってしまった。この経緯から本種もアフリカマイマイ同様日本の侵略的外来種ワースト100に指定されている。
沖縄本島や奄美大島におけるハブ退治に持ち込んだマングースが、ハブを捕食せず、代わりに手頃な在来生物に深刻な被害をもたらし、農作物も食い荒らす害獣となったように、あるいはサトウキビの害虫駆除として持ち込まれ、貪欲な食欲と毒性から生態系に大きな悪影響を与えたオオヒキガエルのように、本種も2006年2月1日に外来生物法により特定外来生物として有害指定を受け、現在は移入禁止となっている。
なお、小笠原諸島の父島では陸生プラナリアの一種であるニューギニアヤリガタリクウズムシによって、本種は激減したが、この陸生プラナリアによる被害は本種やアフリカマイマイだけでなく、固有種にも及んでいる。
他の多くのカタツムリやアフリカマイマイと同様に、本種も寄生虫の中間宿主となるケースがあり、その為に、触れた後は十分な手洗いや消毒が推奨される。